# De Tomaso Mangusta
La De Tomaso Mangusta est une supercar du constructeur automobile italien De Tomaso. Construite de 1967 à 1970, elle a été suivie par la De Tomaso Pantera.

## Description
La De Tomaso Mangusta profite de l'expérience de la berlinette De Tomaso Vallelunga présentée en 1963 : moteur central arrière et châssis-poutre comme les Tatra, Lotus et Alpine. La nouveauté est ici l'adoption par Alejandro De Tomaso d'un moteur V8 d'origine Ford offert par son ami Carroll Shelby qui était alors occupé par la mise au point de la Ford GT40.
Dans la nature, la mangouste est un mammifère réputé mangeur de cobras. Carroll Shelby avait justement choisi en 1962 le nom de Cobra pour son hybridation d'un gros V8 Ford américain dans un roadster AC britannique. La Mangusta est moins puissante que la Cobra mais elle bénéficie d'un dessin italien très différent. Le prototype Mangusta dévoilé au Salon de Turin 1966 est le chef-d'œuvre du styliste Giorgietto Giugiaro qui a quitté Bertone pour rejoindre la Carrozzeria Ghia en novembre 1965 après avoir à peine entamé le dessin de la Lamborghini Miura pour Bertone. Sa production commença l’année suivante à Modène. Il est à noter que la version définitive de la Mangusta est restée fidèle à 90% au prototype, chose plutôt rare dans ce domaine. 
Le futur fondateur en 1968 d'Ital Design présente alors pour Ghia en novembre 1966, en plus de la Mangusta, la voiture de salon Pampero pour De Tomaso encore, mais aussi le prototype de la Maserati Ghibli I, ainsi que la voiture de salon Fiat 850 Vanessa. Le dessin de la Mangusta comporte quelques particularités : outre le toit transparent qui sera abandonné pour la série de 400 exemplaires, le capot arrière, en aluminium, s'ouvre en deux ailes de mouette et la lunette arrière est donc séparée en deux s'ouvrant en élytre. Elle bénéficie de jantes Campagnolo de 15 pouces en magnésium. La ceinture de caisse comporte un pli central très marqué qui sera repris, un peu atténué, par l'exclusive Monteverdi Hai en 1970 puis l'Alpine A310 en 1971 ainsi que plus discrètement sur l'Iso Rivolta Fidia en septembre 1967 et banalement en septembre 1968 sur la Peugeot 504 puis en septembre 1969 par la Renault 12 et ses dérivés Dacia 1300 roumaine et Ford Corcel brésilienne. 
En 1967, le septième châssis carrossé par Giugiaro en spyder est en fait un coupé découvrable dont les montants des vitres latérales sont fixes et dont la modification de ligne de l'arrière présente une silhouette à trois volumes. Le dessin de ce toit sera repris en mars 1971 par Giugiaro qui a fondé Ital Design, sur la voiture de salon Volkswagen-Karmann Cheetah. Le spyder Mangusta original fut présenté au concours de Pebble Beach en 1991 après sa restauration. Une réplique apparut à la réunion Le Mans Classic en 2012 mais celle-ci comportait sur l'arrière des capots traditionnels, et les sorties d'air absentes sur la toute première version du prototype du coupé présenté au salon de Turin 1966 mais bien présentes sur toutes les voitures de série. Pour sa part, le spyder Mangusta original qui conservait un capot arrière en ailes de mouette, comportait des persiennes allongées à la place des lunettes arrière et de leurs sorties d'air postérieures.
La mécanique qui se cache sous la magnifique carrosserie de la De Tomaso Mangusta, est un bloc-moteur V8 Ford avec un carburateur quadruple corps, chose étonnante pour une voiture italienne, mais c'est le contexte historique de l’époque qui l'explique. Henry Ford II croit à l’ambitieux projet d’Alejandro De Tomaso : détrôner Ferrari ! Il va soutenir le constructeur argento-italien en lui fournissant des moteurs à prix réduits et va l’aider à diffuser les De Tomaso sur le sol américain. Pour cela, deux types de motorisation seront utilisées. L'une spécialement adaptée au marché américain et à ses normes anti-pollutions, un Ford V8 302 de 5L, plus gros, mais moins puissant que son homologue européen, ne développant que 220 ch SAE, l'autre pour l'Europe, le Ford “Small Block” V8 289 de 4,7L qui développe 305 ch et comporte l’inscription "De Tomaso" sur les culasses. Un modèle plus puissant, officiellement reconnu par le constructeur, est équipé du V8 Chevrolet 327 développant 375 ch. Un exemplaire fut la propriété du Vice-président et Responsable du design de General Motors, William Mitchell. La voiture était équipée d'une boîte de vitesses mécanique ZF à 5 rapports. Les performances étaient pour l'époque de premier ordre, et restent encore intéressantes au XXIe siècle avec le 0 à 100 km/h en 6 secondes et une vitesse maximum de 250 km/h aisément atteinte grâce à un poids contenu de 1 185 kg.
La dernière Mangusta a été fabriquée et livrée en 1971, après 402 exemplaires fabriqués dont la moitié vendus aux États-Unis. Elle est remplacée par la Pantera, présentée en avant-première au Salon de New York 1970, dessinée par Tom Tjaarda sur un châssis monocoque.